# Tylakoid
Tylakoider finns i kloroplaster i gröna växters blad och hos cyanobakterier och är platsen för fotosyntesens ljusreaktion. Tylakoider består av ett tylakoidmembran som innesluter tylakoidens lumen. Tylakoidmembran består bland annat av proteiner som binder sig till olika pigment som klorofyll och karotenoider som fångar upp ljuset vid fotosyntesen. Tylakoider finns i alla gröna blad och är de biologiska membran som det finns mest av på jordklotet.